# De kurdiske alfabeter
 Denne artikel bør gennemlæses af en person med fagkendskab for at sikre den faglige korrekthed.

De kurdiske alfabeter er skriftsprog beregnet til de kurdiske sprog. Der eksisterer foreløbig 3 skriftsprog. Skriftsproget der bliver brugt i Tyrkiet, stammede fra det latinske alfabet af Jaladat Ali Badirkhan i 1932, derfor er det også kaldet Bedirxan skrift. Skriften bliver brugt af kurdere i Tyrkiet og Syrien. 

## Kurmanji Alfabet
Den Kurmanji kurdiske dialekt indeholder 31 bogstaver.
Der er syv vokaler i dette alfabet, fire korte og tre lange. De lange vokaler er (E, I og U), og de korte er (A, Ê, Î, O og Û). Det kurdiske vokalsystem minder meget om det engelske.
A, B, C, Ç, D, E, Ê, F, G, H, I, Î, J, K, L, M, N, O, P, Q, R, S, Ş, T, U, Û, V, W, X, Y, Z

## Sorani Alfabet
Den Sorani kurdiske dialekt bliver hovedsageligt skrevet ved at bruge et omdannet arabisk-baseret alfabet med 33 bogstaver. I modsætning til det arabiske alfabet, er vokaler obligatoriske. Kurdere i Irak og Iran bruger hovedsageligt dette alfabet, selvom man også skriver på Kurmanji. 
ى, ێ, ﮪ , ﻭﻭ, ﻭ , ﯙ , ﻥ , ﻡ , ﻝ, ڵ, ﮒ, ﮎ, ﻕ, ڤ, ﻑ, ﻍ, ﻉ, ﺵ, ﺱ, ﮊ, ﺯ, ڕ, ﺭ, ﺩ, ﺥ, ﺡ, ﭺ, ﺝ, ﺕ, ﭖ, ﺏ, ﺋ, ﺍ

## Kyrilliske Alfabet
Det tredje skriftsprog, bliver brugt af få Kurmanji-talende kurdere i det tidligere Sovjetunionen, der bruger et omdannet Kyrillisk alfabet som består af 32 bogstaver.
А, Б, В, Г, Д, Е, Ә, Ж, З, И, Й, К, Л, М, Н, О, Ö, П, Р, С, Т, У, Ф, Х, Һ, Ч, Ш, Щ, Ь, Э, Q, W